# De Zeuven Vlonders

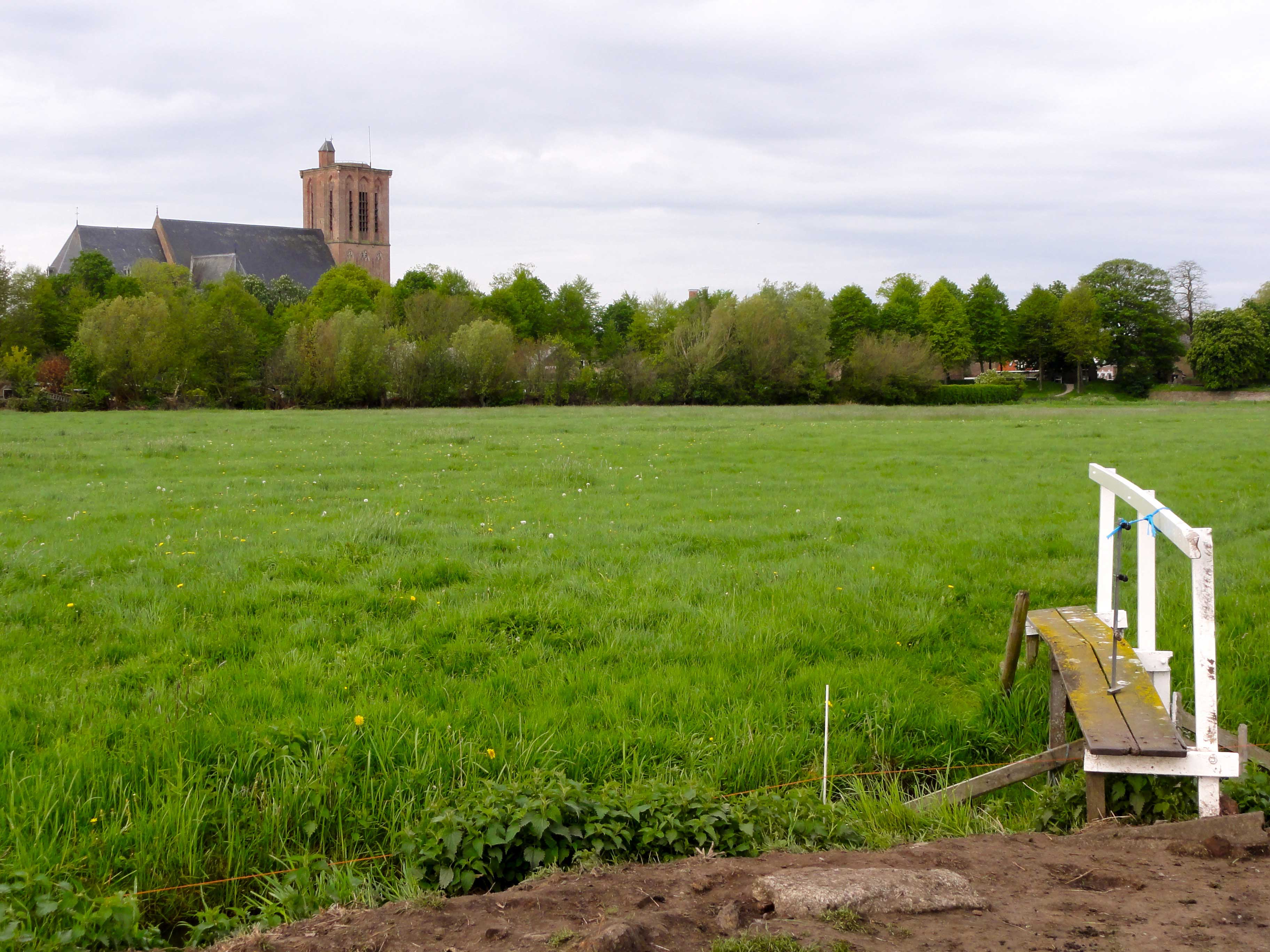
Eerste van de zeven vlonders vanaf Elburg, op de achtergrond de Sint-Nicolaaskerk van Elburg

De Zeuven Vlonders is een eeuwenoud kerkenpad in de omgeving van Elburg.

## Beschrijving
De Zeuven Vlonders is een kerkenpad naar de Sint-Nicolaaskerk van Elburg. Het pad is het oudst bekende kerkenpad in deze omgeving. Het pad dateert van voor 1563. Het pad loopt vanaf Elburg door het weidegebied ten noordoosten van stad naar de Hellenbeekstraat. In dit gebied was geen verdere bebouwing toegestaan om vanuit de vesting een vrij schootsveld te kunnen benutten. De naam dankt het pad aan de zeven vlonders die de doorgang door het drassige weidegebied mogelijk maken.